# Liste der Kulturdenkmäler in Godramstein
In der Liste der Kulturdenkmäler in Godramstein sind alle Kulturdenkmäler im Stadtteil Godramstein der rheinland-pfälzischen Stadt Landau in der Pfalz aufgeführt. Grundlage ist die Denkmalliste des Landes Rheinland-Pfalz (Stand: 6. November 2023).

## Denkmalzonen
| Bezeichnung                      | Lage                                                                  | Baujahr                 | Beschreibung | Bild                           |
| -------------------------------- | --------------------------------------------------------------------- | ----------------------- | --- | ------------------------------ |
| Denkmalzone Steingasse           | Steingasse 1–15, Godramsteiner Hauptstraße 108–111, Plöckgasse 1 Lage | 18. bis 20. Jahrhundert | Bebauung vom 18. Jahrhundert bis um 1920/30; Putz- und Fachwerkbauten, meistens giebelständig; teils überbaute Hofflächen; malerische Gesamtwirkung | Fotos hochladen                |
| Denkmalzone Albersweilerer Kanal | südlich des Ortes Lage                                                | 1687/88                 | als Transportkanal zwischen den Steinbrüchen bei Albersweiler und der Festung Landau 1687/88 angelegt, im späten 18. Jahrhundert aufgegeben; teilweise erhaltenes Geländeprofil; südwestlich des Ortes: Nordseite und Gewölbe des Durchlasses Nr. 77, Buntsandsteinquader (⊙) | weitere Bilder Fotos hochladen |

## Einzeldenkmäler
| Bezeichnung                 | Lage                                       | Baujahr                            | Beschreibung | Bild            |
| --------------------------- | ------------------------------------------ | ---------------------------------- | --- | --------------- |
| Badestube                   | Bahnhofstraße 1 Lage                       | 1923                               | ehemalige Badestube, als Unterbau eines Walmdachbaus, 1923; gotische Portalgewände aus dem Jahr 1568; nachgotisches Portal, bezeichnet 1611                                                                  | Fotos hochladen |
| Wohnhaus                    | Bahnhofstraße 17 Lage                      | um 1800                            | nachbarocker Krüppelwalmdachbau, teilweise Fachwerk, wohl um 1800 | Fotos hochladen |
| Hofanlage                   | Böchinger Straße 18 Lage                   | um 1800                            | Dreiseithof, um 1800; eingeschossiges Wohnhaus über Hochkeller | Fotos hochladen |
| Torpfosten                  | Bornergasse, an Nr. 3 Lage                 | 1607                               | Renaissance-Hoftorpfosten, bezeichnet 1607; am Wohnhaus Kellerbogen, bezeichnet 1568 | Fotos hochladen |
| Grabmal                     | Frankweiler Straße, auf dem Friedhof Lage  | um 1860                            | Grabmal; gotisierende Stele, neugotische Einfriedung, um 1860 | Fotos hochladen |
| Kriegerdenkmal              | Godramsteiner Hauptstraße Lage             | 1930er Jahre                       | Kriegerdenkmal 1914/18; Soldatengruppe, 1930er Jahre | Fotos hochladen |
| Hofanlage                   | Godramsteiner Hauptstraße 45 Lage          | 1802                               | Hakenhof; Wohnhaus bezeichnet 1802 | Fotos hochladen |
| Hofanlage                   | Godramsteiner Hauptstraße 49 Lage          | um 1800                            | Vierseithof, um 1800 | Fotos hochladen |
| Wohnhaus                    | Godramsteiner Hauptstraße 59 Lage          | 1556                               | eingeschossiger Winkelbau über Hochkeller, bezeichnet 1556 (Bild), wohl im 19. Jahrhundert verändert | Fotos hochladen |
| Wohnhaus                    | Godramsteiner Hauptstraße 81 Lage          | 18. Jahrhundert                    | barocker Krüppelwalmdachbau, teilweise Fachwerk, 18. Jahrhundert | Fotos hochladen |
| Hofanlage                   | Godramsteiner Hauptstraße 83 Lage          | um 1770                            | Hofanlage; spätbarockes Wohnhaus, um 1770, Scheune im Kern aus dem 18. Jahrhundert | Fotos hochladen |
| Hofanlage                   | Godramsteiner Hauptstraße 90 Lage          | um 1800                            | Dreiseithof, wohl aus dem späten 18. oder vom Anfang des 19. Jahrhunderts | Fotos hochladen |
| Schulhaus                   | Godramsteiner Hauptstraße 94 Lage          | 1912                               | Schule; Walmdachbau, Mischformen aus Heimatstil und Jugendstil, 1912 | Fotos hochladen |
| Rathaus                     | Godramsteiner Hauptstraße 96 Lage          | um 1820/30                         | Rathaus; spätklassizistischer Walmdachbau, um 1820/30 | Fotos hochladen |
| Hofanlage                   | Godramsteiner Hauptstraße 106 Lage         | Mitte des 19. Jahrhunderts         | dreiflügelige klassizistische Hofanlage, Mitte des 19. Jahrhunderts | Fotos hochladen |
| Torbogen                    | Godramsteiner Hauptstraße, an Nr. 118 Lage | 1755                               | barocker Torbogen, bezeichnet 1755 | Fotos hochladen |
| Wohnhaus                    | Godramsteiner Hauptstraße 120 Lage         | zweite Hälfte des 18. Jahrhunderts | spätbarocker Walmdachbau, zweite Hälfte des 18. Jahrhunderts, neubarockes Portal, bezeichnet 1902 | Fotos hochladen |
| Hofanlage                   | Godramsteiner Hauptstraße 122 Lage         | Anfang des 19. Jahrhunderts        | klassizistischer Dreiseithof, Anfang des 19. Jahrhunderts | Fotos hochladen |
| Finklerhof                  | Godramsteiner Hauptstraße 126 Lage         | Anfang des 18. Jahrhunderts        | im Kern angeblich vom Anfang des 18. Jahrhunderts, im Wesentlichen aber klassizistische Anlage; abgewinkelter Walmdachbau mit Saal, bezeichnet 1825, niedrigeres Wohnhaus, erste Hälfte des 19. Jahrhunderts | Fotos hochladen |
| Wohnhaus                    | Godramsteiner Hauptstraße 132 Lage         | um 1780                            | spätbarocker Mansarddachbau, Fachwerkgiebel, um 1780 | Fotos hochladen |
| Wohnhaus                    | Godramsteiner Hauptstraße 170 Lage         | um 1930                            | Wohnhaus mit Atelier, Walmdachbau, Heimatstil, um 1930; Kesselhof, Garten | Fotos hochladen |
| Protestantische Pfarrkirche | Kellereigasse 2 Lage                       | 1774                               | ehemals St. Pirmin; barocker Saalbau, bezeichnet 1774, spätgotischer Turm mit romanischen Erdgeschoss | Fotos hochladen |
| Kirchenportal               | Kellereigasse, an Nr. 7 Lage               | 1737                               | ehemaliges Hauptportal der barocken katholischen Pfarrkirche St. Pirmin, mit Sandsteinskulpturen, bezeichnet 1737                                                                                            | Fotos hochladen |
| Katholischer Pfarrhof       | Kellereigasse 9 Lage                       | 1756                               | Katholischer Pfarrhof; spätbarocker Walmdachbau, bezeichnet 1756; Immakulata (Bild) | Fotos hochladen |
| Hofanlage                   | Kirchgasse 16 Lage                         | zweite Hälfte des 18. Jahrhunderts | Hofanlage, wohl aus der zweiten Hälfte des 18. Jahrhunderts; eingeschossiges Wohnhaus, teilweise Fachwerk | Fotos hochladen |
| Villa                       | Max-Slevogt-Straße 1 Lage                  | um 1870                            | Villa, spätklassizistische Dreiflügelanlage, um 1870 | Fotos hochladen |
| Wohnhaus                    | Max-Slevogt-Straße 7 Lage                  | 1937                               | eingeschossiges Wohnhaus mit seitlichem Garagenanbau und Einfriedung, 1937, Architekt/Bauherr Joseph Peter, Landau                                                                                           | Fotos hochladen |
| Reformiertes Pfarrhaus      | Steingasse 7a Lage                         | 1738                               | ehemaliges reformiertes Pfarrhaus; Predigerhaus, eingeschossiger Barockbau, teilweise Fachwerk, 1738 (?) | Fotos hochladen |
| Hofanlage                   | Steingasse 10 Lage                         | 1786                               | sehr stattlicher Dreiseithof, bezeichnet 1786 (Bild); barockes Wohnhaus, teilweise Fachwerk | Fotos hochladen |